# Sidney Lowe
Sidney Rochell Lowe (né le 21 janvier 1960 à Washington D.C.) est un joueur puis entraîneur professionnel américain de basket-ball. Comme joueur, il évolue au poste de meneur.
Après avoir passé sa carrière universitaire au Wolfpack de North Carolina State, il est drafté en 25e position par les Bulls de Chicago lors de la draft 1983 de la NBA.
Sa carrière de joueur terminée, il devient rapidement entraineur dans plusieurs clubs notamment en NBA.

## Biographie
En août 2021, Lowe devient l'adjoint de J. B. Bickerstaff, l'entraîneur des Cavaliers de Cleveland.